# Liste von Sakralbauten in Münster
Die Liste von Sakralbauten in Münster enthält eine Auflistung der Sakralbauten in Münster.

## Kirchen

### Katholisch
| Abbildung | Name              | Standort | Bauzeit   | Besonderheiten |
| --------- | ----------------- | -------- | --------- | --- |
|           | St.-Paulus-Dom    | Altstadt | 1225–1264 | |
|           | Petrikirche       | Altstadt | 1590–1597 | |
|           | Dominikanerkirche | Altstadt | 1708–1725 | Architekt: Lambert Friedrich Corfey Die Kirche wurde 2017 profaniert und wird für künstlerische Aktivitäten genutzt. |
|           | Clemenskirche     | Altstadt | 1745–1748 | Architekt: Johann Conrad Schlaun                                                                                     |
|           |                   |          |           | |

#### Dekanat Liebfrauen
| Abbildung            | Name                       | Standort       | Bauzeit   | Besonderheiten                                              |
| -------------------- | -------------------------- | -------------- | --------- | ----------------------------------------------------------- |
| Überwasserkirche     | Liebfrauen-Überwasser      | Altstadt       | 1340–?    |                                                             |
| Heilig-Kreuz-Kirche  | Hl.-Kreuz-Kirche           | Kreuzviertel   | 1899–1907 |                                                             |
| St.-Michael-Kirche   | St. Michael                | Gievenbeck     |           |                                                             |
| St. Pantaleon        | St. Pantaleon              | Roxel          |           |                                                             |
| St.-Sebastian-Kirche | St. Sebastian              | Nienberge      |           |                                                             |
|                      | St. Theresia               | Sentruper Höhe |           |                                                             |
|                      | St. Maria Heil der Kranken | Sentruper Höhe |           | katholische Klinikkapelle des Universitätsklinikums Münster |
| St.-Josef-Kirche     | St. Josef                  | Kinderhaus     |           |                                                             |
| St.-Marien-Kirche    | St. Marien                 | Sprakel        | 1976      |                                                             |

#### Dekanat Lamberti
| Abbildung | Name                 | Standort     | Bauzeit   | Besonderheiten |  |
| --------- | -------------------- | ------------ | --------- | --- |  |
|           | St. Lamberti         | Altstadt     | 1375–1526 | Turm nach dem Vorbild des Freiburger Münsters. Die Kirche ist der nördliche Abschluss des Prinzipalmarktes, sie ist der bedeutendste sakrale Bau der westfälischen Spätgotik. |  |
|           | St. Ludgeri          | Altstadt     | 1180–1220 | |  |
|           | St. Martini          | Altstadt     | um 1180   | |  |
|           | St. Aegidii          | Altstadt     | 1724–1728 | Architekt: Johann Conrad Schlaun |  |
|           | St. Servatii         | Altstadt     | um 1230   | |  |
|           | St. Joseph           | Geistviertel | 1905      | neugotischer Bau. Mit St. Antonius und der Heilig-Geist-Kirche Seelsorgeeinheit Münster-Süd                                                                                   |  |
|           | St. Antonius         | Geistviertel | 1914      | Mit St. Joseph und der Heilig-Geist-Kirche Seelsorgeeinheit Münster-Süd |  |
|           | Heilig-Geist-Kirche  |              | 1929      | Eines der wenigen bedeutenden Bauwerke der Stadt im Bauhausstil |  |
|           | St. Gottfried        | Münster-Süd  |           | |  |
|           | St. Maximilian-Kolbe | Berg Fidel   |           | Filialkirche von St. Gottfried |  |
|           | St. Stephanus        | Aaseestadt   |           | (Architekt Hans Schilling) |  |
|           | St. Anna             | Mecklenbeck  | 1966–1972 | Architekt: Harald Deilmann Neubau der St. Anna-Kirche am Dingbängerweg. Zuvor lag die Pfarrkirche an der heutigen Kreuzung Dingbängerweg/Mecklenbecker Straße.                |  |
|           | St. Ludgerus         | Albachten    |           | |  |

#### Dekanat Mauritz
| Abbildung   | Name                         | Standort          | Bauzeit   | Anmerkungen |
| ----------- | ---------------------------- | ----------------- | --------- | --- |
|             | St. Mauritz                  | Mauritz           | um 1064   | Ältester Sakralbau Münsters Bis 2013 Pfarrkirche der Pfarrgemeinde St. Mauritz Münster. Seit 2013 Pfarrkirche der durch Gemeindefusionen entstandenen neuen Kirchengemeinde Sankt Mauritz |
|             | Christus König (Erphokirche) | Erphoviertel      | 1930      | Bis 2013 Pfarrkirche der 2003 neu gegründete Pfarrgemeinde Heilige Edith Stein Seit 2013 Kirchort der im Zuge von Gemeindefusionen entstandenen neuen Kirchengemeinde Sankt Mauritz |
|             | St. Pius                     | Rumphorst         |           | Bis 2013 Filialkirche der Pfarrgemeinde Heilige Edith Stein Seit 2013 Kirchort der im Zuge von Gemeindefusionen entstandenen neuen Kirchengemeinde Sankt Mauritz |
|             | Herz-Jesu-Kirche             | Herz-Jesu-Viertel | 1895–1900 | Bis 2001 Pfarrkirche der Kirchengemeinde Herz Jesu, Münster. 2001–2013 Pfarrkirche der Pfarrgemeinde Herz Jesu, St. Elisabeth Seit 2013 Kirchort der im Zuge von Gemeindefusionen entstandenen neuen Kirchengemeinde Sankt Mauritz                                                                                                  |
|             | St. Elisabeth                | Hansaviertel      | 1939      | 1940–2001 Pfarrkirche der katholischen Kirchengemeinde St. Elisabeth. 2001–2013 Filialkirche der Pfarrgemeinde Herz Jesu, St. Elisabeth 2008 profaniert Seit 2013 Umbau zu einer Turnhalle |
|             | St. Konrad                   | St. Mauritz       | 1937–1938 | Erbaut als Filialkirche von St. Mauritz. 2007–2013 Pfarrkirche der Gemeinde St. Benedikt. Seit 2013 Kirchort der im Zuge von Gemeindefusionen entstandenen neuen Kirchengemeinde Sankt Mauritz |
|             | St. Margareta                | St. Mauritz       |           | Bis 2013 Filialkirche der Kirchengemeinde St. Benedikt Seit 2013 Kirchort der im Zuge von Gemeindefusionen entstandenen neuen Kirchengemeinde St. Mauritz |
|             | St. Mariä Himmelfahrt        | Dyckburg          | 1740      | Architekt Johann Conrad Schlaun. Seit 1949 Pfarrkirche der kleinen Dyckburg-Gemeinde aus Mariendorf und Sudmühle. 2007 wurde die Pfarrgemeinde im Rahmen einer ersten Fusion Teil einer neuen Gemeinde St. Benedikt; im Herbst 2010 ordnete man sie zusammen mit St. Josef (Gelmer) der Pfarrgemeinde St. Petronilla in Handorf zu. |
|             | St. Thomas-Morus             | Rumphorst         |           | |
| St. Norbert | St. Norbert                  | Coerde            |           | |
|             | St. Josef                    | Gelmer            |           | |
|             | St. Petronilla               | Handorf           |           | |

#### Dekanat Hiltrup
| Abbildung | Name            | Standort        | Bauzeit | Besonderheiten |
| --------- | --------------- | --------------- | ------- | -------------- |
|           | St. Clemens     | Hiltrup         | 1913    |                |
|           | Alt St. Clemens | Hiltrup         | 1160    |                |
|           | St. Marien      | Hiltrup         | 1955    |                |
|           | St. Bernhard    | Angelmodde-West |         |                |
|           | St. Sebastian   | Amelsbüren      |         |                |
|           | St. Agatha      | Angelmodde      |         |                |
|           | St. Ida         | Gremmendorf     |         |                |
|           | St. Nikolaus    | Wolbeck         |         |                |

#### Sonstige
| Abbildung | Name                                | Standort   | Bauzeit | Besonderheiten |
| --------- | ----------------------------------- | ---------- | ------- | --- |
|           | Novitiaskirche                      | Altstadt   |         | Im Mutterhaus der Clemensschwestern an der Raphaelsklinik. Unterhalb der Kirche befindet sich das Euthymia-Zentrum mit einer kleinen Kapelle als Gedenk- und Verehrungsort für Schwester Maria Euthymia. |
|           | Mutterhauskirche                    | Mauritz    |         | Mutterhauskirche der Mauritzer Franziskanerinnen, im Komplex des St. Franziskus-Hospitals am Hohenzollern-Ring.                                                                                          |
|           | Marienkapelle (Dom)                 | Altstadt   |         | |
|           | Klosterkirche des Kapuzinerklosters | Innenstadt |         | |

### Alt-Katholisch
| Abbildung | Name              | Standort     | Bauzeit | Besonderheiten |
| --------- | ----------------- | ------------ | ------- | --- |
|           | Trinitatis-Kirche | Geistviertel | 1924    | evangelische Kirche, mitgenutzt durch die Alt-Katholische Pfarrgemeinde St. Johannes (bis April 2011: Johanneskapelle) |

### Evangelisch
| Abbildung | Name                   | Standort                          | Bauzeit   | Besonderheiten |  |
| --------- | ---------------------- | --------------------------------- | --------- | --- |  |
|           | Andreas-Kirche         | Coerde                            |           | |  |
|           | Apostelkirche          | Altstadt                          | 13. Jh.   | Erbaut als Klosterkirche der Franziskaner-Minoriten. |  |
|           | Auferstehungskirche    | St. Mauritz                       | 1956–1957 | Architekt Prof. Daniel Thulesius (Braunschweig) |  |
|           | Christuskirche         | Hiltrup                           |           | |  |
|           | Christuskirche         | Wolbeck                           |           | |  |
|           | Epiphaniaskirche       | Rumphorst                         |           | |  |
|           | Erlöser-Kirche         | Hansaviertel                      | 1949–1950 | Die neugotische im Jahre 1900 errichtete Erlöserkirche wurde im Zweiten Weltkrieg zerstört. An ihrer Stelle wurde 1949/50 mit Hilfe des Lutherischen Weltbundes eine von 50 Notkirchen des Architekten Otto Bartning errichtet. |  |
|           | Friedenskirche         | Angelmodde/Gremmendorf            |           | |  |
|           | Gnadenkirche           | Geistviertel nähe Clemenshospital |           | |  |
|           | Jakobuskirche          | Aasee-Stadt                       |           | |  |
|           | Johanneskapelle        | Altstadt                          | 14. Jh.   | |  |
|           | Lukaskirche            | Sentruper Höhe                    | 1961      | |  |
|           | Lydia-Kirche           | Nienberge                         |           | |  |
|           | Markus-Kirche          | Kinderhaus                        |           | |  |
|           | Martin-Luther-Kirche   | Mecklenbeck                       |           | |  |
|           | Matthäuskirche         | Geistviertel                      |           | |  |
|           | Matthias-Claudius-Haus | Albachten                         |           | |  |
|           | Nikolaikirche          | Roxel                             |           | 2019 entwidmet und abgerissen |  |
|           | Observantenkirche      | Altstadt                          | 17. Jh.   | Evangelische Universitätskirche |  |
|           | Trinitatiskirche       | Geistviertel                      |           | |  |
|           | Zionskirche            | Handorf                           |           | |  |

### Selbständige Evangelisch-Lutherische Kirche (SELK)
| Abbildung | Name              | Standort       | Bauzeit | Besonderheiten |
| --------- | ----------------- | -------------- | ------- | -------------- |
|           | Kirche St. Thomas | Flandernstraße |         |                |

### Evangelische Freikirche (Baptisten)
| Abbildung | Name           | Standort     | Bauzeit | Besonderheiten |
| --------- | -------------- | ------------ | ------- | -------------- |
|           | Christuskirche | Geistviertel |         |                |

### Freie evangelische Gemeinde
| Abbildung | Name | Standort   | Bauzeit | Besonderheiten |
| --------- | ---- | ---------- | ------- | -------------- |
|           |      | Gievenbeck |         |                |

### Neuapostolische Kirchen
| Abbildung | Name                   | Standort | Bauzeit | Besonderheiten |
| --------- | ---------------------- | -------- | ------- | -------------- |
|           | Neuapostolische Kirche | Hiltrup  |         |                |
|           | Neuapostolische Kirche | Altstadt |         |                |

### Siebenten-Tags-Adventisten
| Abbildung | Name       | Standort   | Bauzeit | Besonderheiten |
| --------- | ---------- | ---------- | ------- | -------------- |
|           | Adventhaus | Gievenbeck |         |                |

### Jehovas Zeugen
| Abbildung | Name                               | Standort    | Bauzeit | Besonderheiten |
| --------- | ---------------------------------- | ----------- | ------- | -------------- |
|           | Königreichssaal der Zeugen Jehovas | Kinderhaus  |         |                |
|           | Königreichssaal der Zeugen Jehovas | Gremmendorf |         |                |

### Sonstige (christliche) Sakralbauten
| Abbildung | Name            | Standort                     | Bauzeit    | Besonderheiten |
| --------- | --------------- | ---------------------------- | ---------- | --- |
|           | Friedenskapelle | am Friedenspark, Loddenheide | 1953/ 2003 | Ehemalige britische Garnisonskirche All Saints Chapel. Nach Abzug der Briten wurde die Kapelle als Denkmal einer für Münster bedeutsamen historischen Zeit aufwändig restauriert und erweitert. Seit 2003 dient sie als Begegnungsstätte für kulturelle und gesellschaftliche Veranstaltungen. |

### Profanierte Kirchengebäude
| Abbildung             | Name                                 | Standort           | Bauzeit   | Konfession         | Profaniert   | Anmerkungen                                                     |
| --------------------- | ------------------------------------ | ------------------ | --------- | ------------------ | ------------ | --------------------------------------------------------------- |
|                       | Klosterkirche, Haus vom Guten Hirten | Mauritzviertel     |           | Römisch-katholisch | 1980er Jahre | abgerissen, Neuerrichtung einer Kapelle im neuen Kloster        |
|                       | St. Bonifatius                       | Kreuzviertel       | 1963–1965 | Römisch-Katholisch | 2005         | heute als Verlagshaus des bistumseigenen Dialogverlags genutzt. |
|                       | Versöhnungskirche                    | Kreuzviertel       |           | Evangelisch        | 2007         | abgerissen, auf dem Gelände sollen Wohnungen gebaut werden      |
|                       | Markuskapelle                        | Münster-Kinderhaus |           | Evangelisch        | 2008         | verkauft, Einzug des Vereins Schlaraffia Mimegarda              |
|                       | St. Sebastian                        | Geistviertel       | 1961–1962 | Römisch-katholisch | 2008         | Umbau zu einer Kindertagesstätte                                |
| Dreifaltigkeitskirche | Dreifaltigkeitskirche                | Kreuzviertel       | 1937–1939 | Römisch-katholisch | 2010         | In der Kirche wurden mehrere Sozialwohnungen eingerichtet.      |

## Synagogen
| Abbildung | Name     | Standort | Bauzeit | Besonderheiten |
| --------- | -------- | -------- | ------- | --- |
|           | Synagoge |          | 1961    | Neubau der Synagoge und des Gemeindezentrums auf dem Gelände der ehemaligen Synagoge von 1880. Zur Geschichte der jüdischen Kultusgemeinde siehe Judentum in Münster. |

## Moscheen
| Abbildung | Name                                                      | Standort | Bauzeit                 | Besonderheiten |
| --------- | --------------------------------------------------------- | -------- | ----------------------- | --- |
|           | Bait ul-Mo’min                                            |          | 2003                    | Das Bait ul-Mo’min ist die größte Moschee im heutigen Stadtgebiet. Es wurde von der Ahmadiyya Muslim Jamaat gebaut. |
|           | DİTİB Münster Merkez Camii – DITIB-Zentralmoschee Münster |          | 1986; 2009 – Mitte 2010 | Die Hauptmoschee der türkischen Muslime (DİTİB) in Münster, seit 2009 mit Kuppel und Minarett.                      |

### Katholisch
- Internetauftritt des Bistums Münster
- Kirchensite – online mit dem Bistum Münster

### Alt-Katholisch
- Alt-Katholische Gemeinde Münster

### Protestantisch
- Kirchenkreis Münster

### Evangelische Freikirche (Baptisten)
- Evangelisch-Freikirchliche Gemeinde in Münster

### Freie evangelische Gemeinde
- Freie evangelische Gemeinde Münster

### Neuapostolische Kirche
- Neuapostolische Kirche Bezirk Münster

### Siebenten-Tags-Adventisten
- Siebenten-Tags-Adventisten in Münster

### Jehovas Zeugen
- Jehovas Zeugen in Münster

### Jüdische Gemeinde
- Jüdische Gemeinde Münster

### Ahmadiyya Muslim Jamaat
- Bait-ul-Momin Moschee Münster

### Türkisch-muslimische Gemeinde
- DİTİB Zentralmoschee Münster